# Живко Дончев
Живко Дончев е български скулптор  – носител на наградата на галерия „Буларт“ за млад и перспективен автор, роден през 1972 година в град Варна.

## Биография

### Ранен период
Завършил е художествена паралелка в училище „Любен Каравелов“, а през 1998 година скулптура във ВТУ „Св. св. Кирил и Методий“ в класа на проф. Величко Минеков. Още от самото начало на творчески му период датира любовта на Живко Дончев към словашкия график Албин Бруновски – автор, създал цяла школа и радващ се на мислещи последователи по целия свят. През ранния период на ученическите си години Живко Дончев участва в „Биеналето“ на малкия формат в Торонто с графики и получава покана да посети лично събитието, но по-късно изоставя графиката като тематика в творчеството си и се насочва изцяло към скулптурата в различните и форми.

### Активно творчество
Първата му самостоятелна изложба във Варна е в галерия „Буларт“ през 1998 г. През 2000 година Живко Дончев прави в същата галерия друга самостоятелна изложба наречена „Анатомия на тишината“ с която той изцяло потвърждава че е автор за когото не е важен броят на изявите, а тяхната стойност – лична позиция достойна за уважение. Живко Дончев е и преподавател по скулптура в Хуманитарната гимназия „К. Преславски“. Той работи в областта на скулптурата и плакета с бронз, месинг и съчетание от различни материали. Експериментирането с тях днес е основата в творческата дейност на Живко Дончев, която се отличава с много изящество и прецизност. Живко Дончев е носител на годишната награда на галерия „Буларт“ за млад автор през 2000 г. Има общо 16 самостоятелни изложби в най-престижните български галерии, като седем от тях са във Варна, Бургас, София и много участия в сборни изложби в страната.  Той е авторът на бюст-паметниците на Васил Априлов и професор Петър Димков. Някои от по известните негови творби са „Кентавърът“, „Блудният син“, „Добрият пастир“, „Ангелски град“ и още много други . Голяма част от тях са притежание на много частни колекции в България, САЩ, Италия и други. Понастоящем Живко Дончев живее, работи и твори в град Варна. Участва в четири групови и много международни изяви. През 2016 година е открит паметник на полковник Милко Железов, командир на бреговата охрана на град Варна /1912 – 1918/ с военен ритуал и освещаване от свещеници от Варненската и Велико преславската митрополия. Паметникът се намира до кораба-музей „Дръзки“ в Морската градина на град Варна и е дело на талантливия български скулптор Живко Дончев. 